# Berufskolleg für Gestaltung und Technik der Städteregion Aachen
Das Berufskolleg für Gestaltung und Technik der Städteregion Aachen, auch kurz BKGuT, ist ein Berufskolleg in der Stadt Aachen. Es hat aktuell (2024) 1689 Schülerinnen und Schüler und befindet sich in der Trägerschaft der Städteregion Aachen.

## Geschichte
Bereits 1818 kam es zur Gründung einer Bau-Gewerkschule in Aachen. Im Jahr 1886 wurden mehrere berufliche Schulen zu einer städtischen Schule zusammengefasst, die durch den Zweiten Weltkrieg 1945 zerstört wurde.
1958 kam es aufgrund der hohen Schülerzahlen zu einer Aufteilung in die Gewerbliche Schule I (heute Mies-van-der-Rohe-Schule Berufskolleg für Technik der Städteregion Aachen) und Gewerbliche Schule II der Stadt Aachen. Drei Jahre später bezog die Gewerbliche Schule II dann die Räumlichkeiten der ehemaligen Ingenieurschule am Blücherplatz. 1979 konnten dann alle Abteilungen das neue Gebäude am Schulzentrum Hüls beziehen. Mit Einführung der Berufskollegs in Nordrhein-Westfalen wurde der Name der Schule vom Rat der Stadt Aachen geändert in Berufskolleg für Gestaltung und Technik der Stadt Aachen. Durch Gründung des Zweckverbandes durch Stadt Aachen und Kreis Aachen wurde die Schule 2004 zum Berufskolleg für Gestaltung und Technik des Schulverbandes in der StädteRegion Aachen umbenannt. Nach Inkrafttreten des Aachen-Gesetzes erhielt die Schule ihren heutigen Namen.

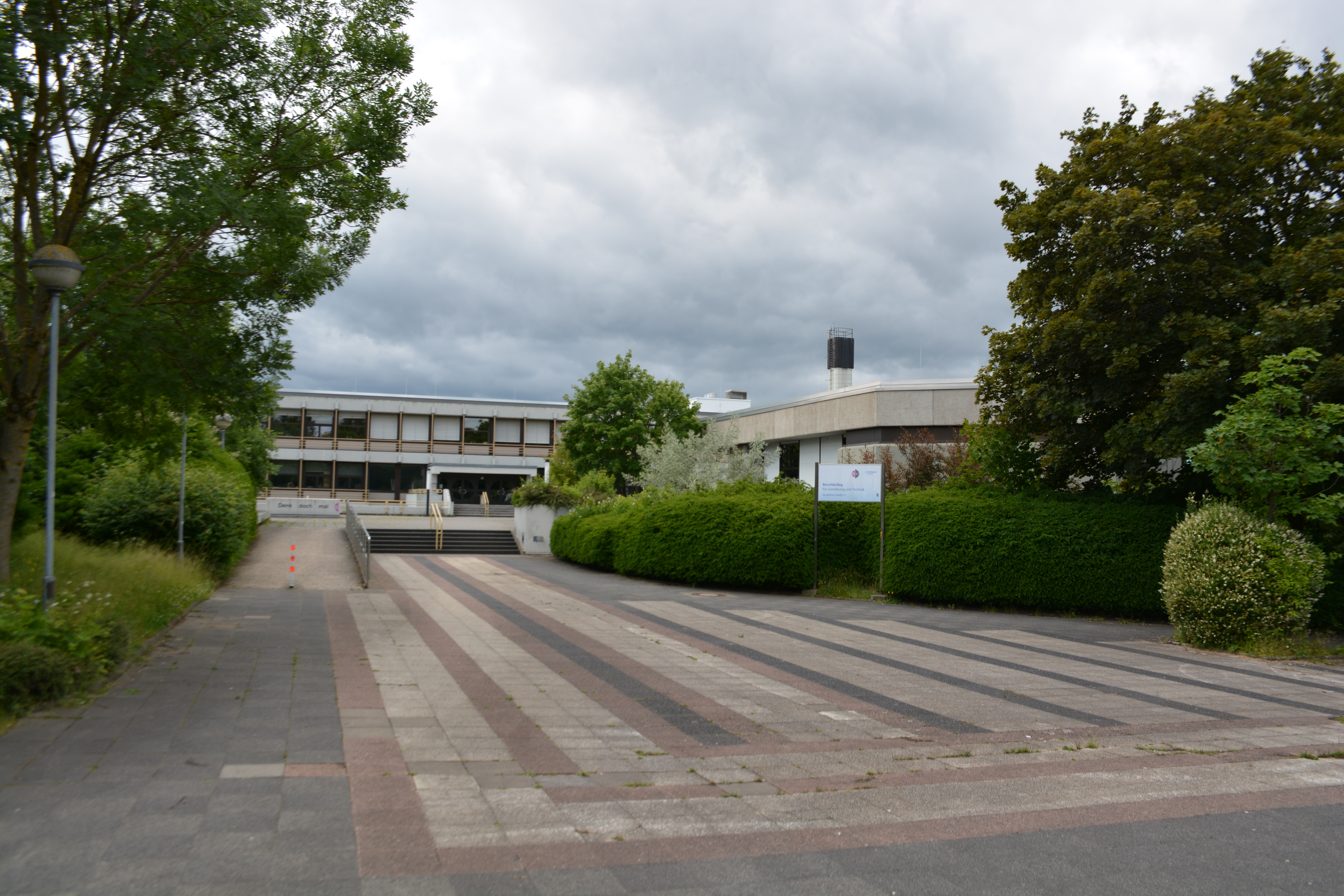
Eingangsbereich
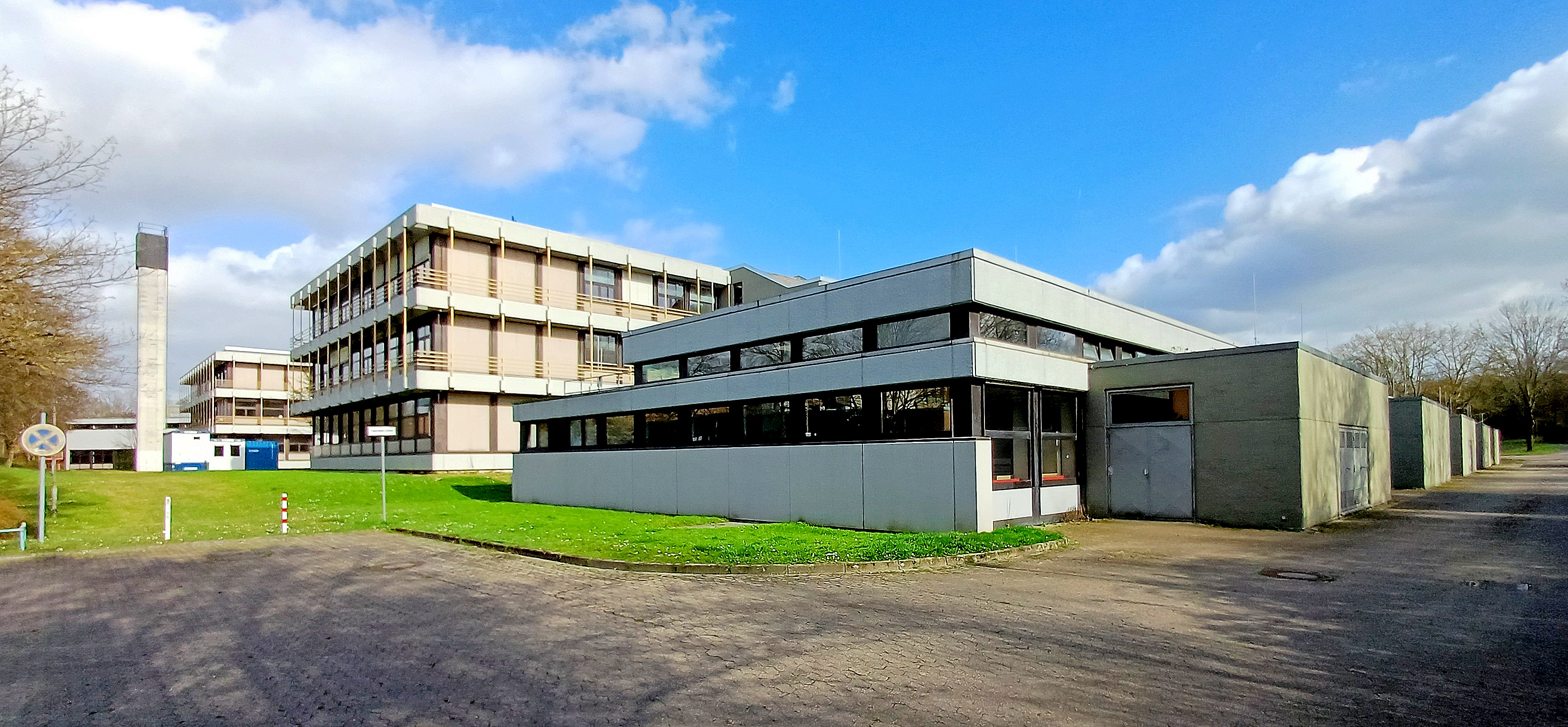
Rückseite
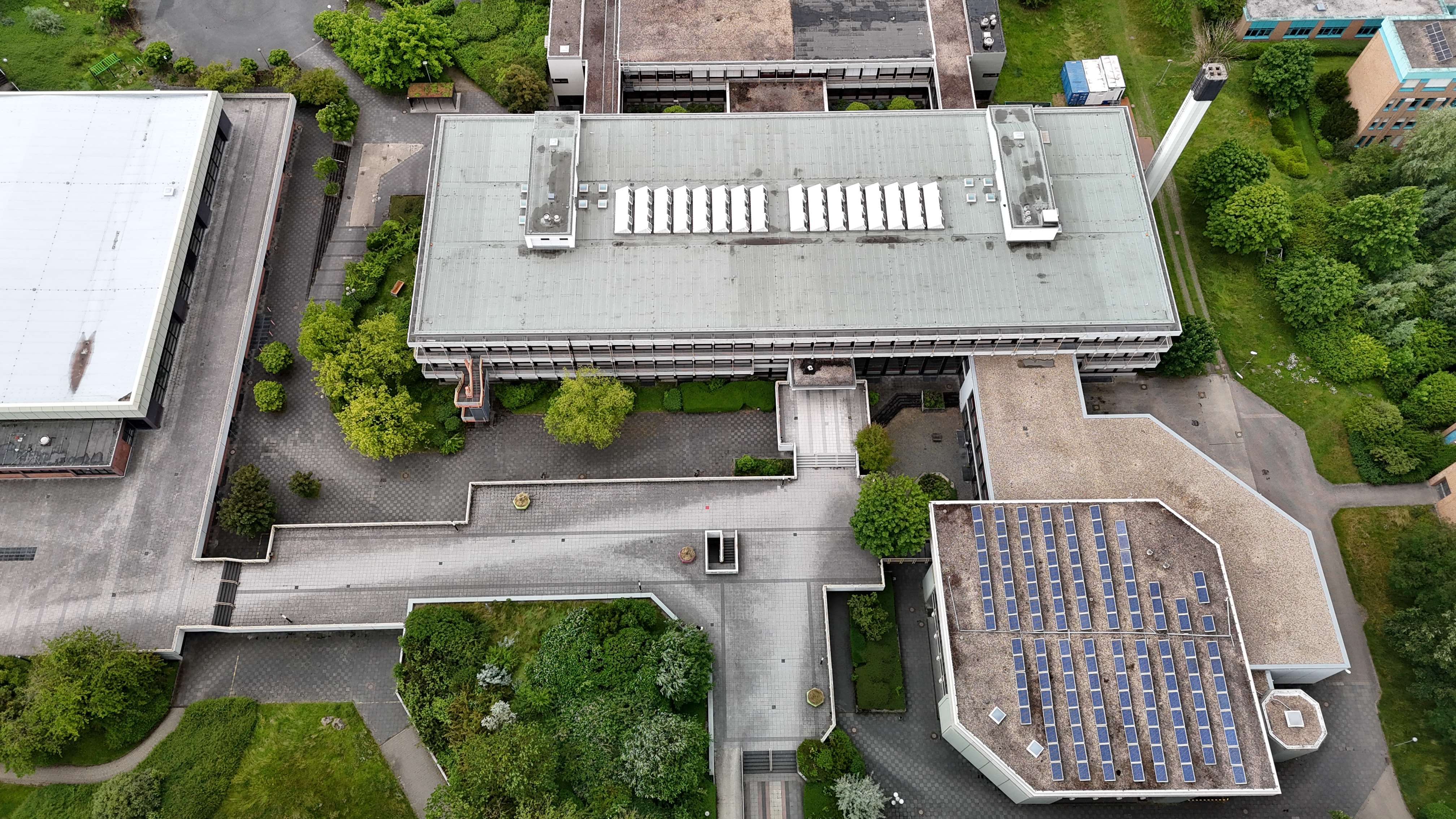
Luftaufnahme
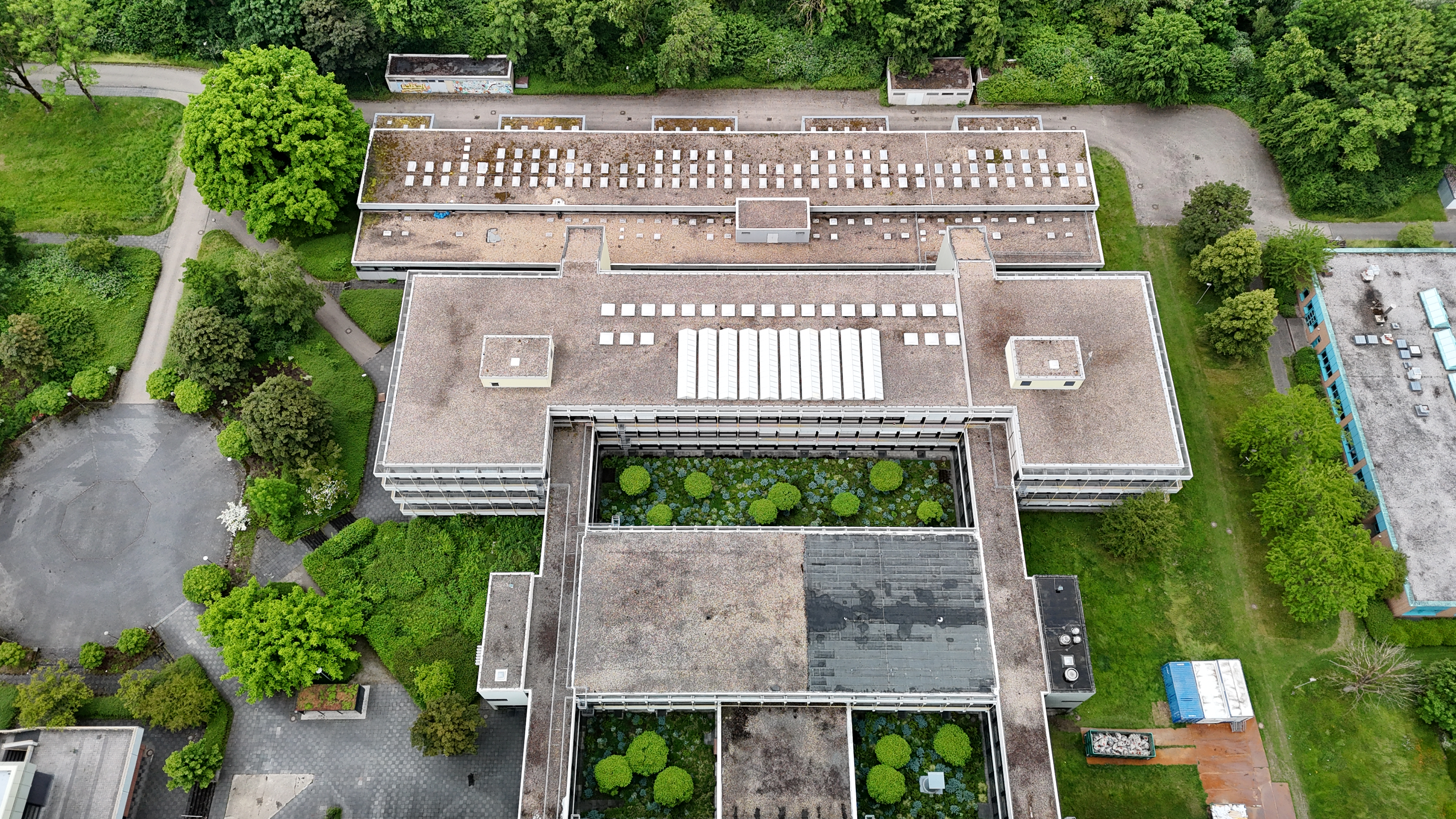
Luftaufnahme

## Leitung
Die Leitung der Schule hat Christiane Levold inne.

## Bekannte Lehrer
- Herb Schiffer (* 1936), Schmuck- und Keramik-Designer, Maler und Glaskünstler